# Lina
Lina (též Hrádek u Valče) je zřícenina panského sídla neznámého původního jména a historie asi 1,5 kilometru severozápadně od Vrbičky u Vroutku v okrese Louny. Okolí zříceniny je chráněno jako přírodní památka Jalovcové stráně nad Vrbičkou.

## Název tvrze

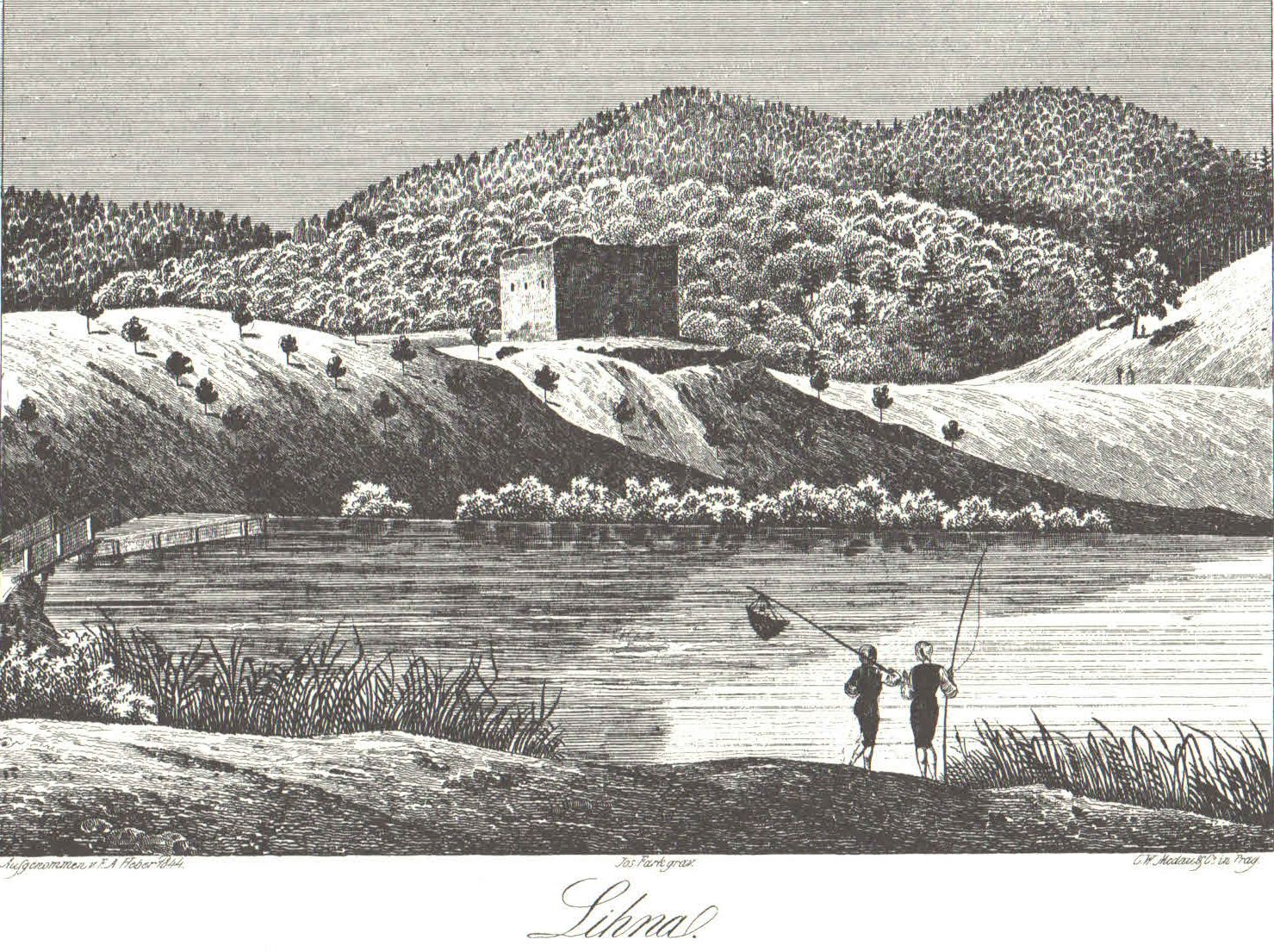
Lina na rytině F. A. Hebera z roku 1844

Současný název tvrze Lina je převzat (přes německé Lihna) z německého názvu blízkého ovčína Hlína (Lina Schäfer) ležícího mezi Vrbičkou a zříceninou. Zřícenina je zachycena na prvním vojenském mapování z šedesátých let 18. století jako Altes Schloss, Vrbička je zde označena německým názvem Klein Firwitz. Na mapě stabilního katastru z roku 1841 se jedná o objekt jižně od rybníčku označený číslem 46. Na mapě Františkova mapování z let 1842–1852 je už zřícenina pojmenována jako Lina Ruine (zřícenina Lina, Hlína).
První, kdo zříceninu popsal a nakreslil, byl v roce 1844 František Alexandr Heber a objekt ve své práci pojmenoval Lina. Linu zaregistroval i autor vlastivědy podbořanského okresu Wenzel Rott. August Sedláček tento název nepřevzal a zřícenu pojmenoval jako Hrádek u Valče. Lina je zmíněna i v kompendiu pojednávajícím o českých panských sídlech z osmdesátých let 20. století. V novější době se objektem zabývali Libor Wettengl, Tomáš Durdík, a Jiří Úlovec.
Při povrchových sběrech byla na místě a širším okolí nalezena keramika ze 14. a 15. století. O charakteru Liny dosud není jasno už vzhledem k tomu, že o ní nejsou k dispozici žádné písemné zprávy. Více informací o lokalitě by mohl přinést jen archeologický výzkum.

## Stavební podoba
Zřícenina má přibližně obdélný půdorys s rozměry 7,1 × 7,9 metrů a zdivo široké asi 1,2 metru. Stavba je provedena z lomového kamene. Uvnitř jsou patrné otvory pro trámy lešení, ale jiné architektonické detaily se nedochovaly. V sousedství budovy se nachází tři relikty podsklepených budov a na nejvyšším bodě návrší jsou pozůstatky nedokončeného novověkého ovčína. Jediným náznakem opevnění je terénní útvar na čelní straně ostrožny, který může být pozůstatkem valu, nebo se jedná o obyčejnou mez. Příkop zde nebyl.
Areál postrádá většinu atributů, které by umožnily zařadit jej mezi hrady, čemuž neodpovídá ani relativně malá síla zdiva budovy. Svou podobou objekt neodpovídá ani tvrzím. Areál rozlohou připomíná spíše hradiště nebo velký dvorec.

## Poloha a přístup
Tvrz leží severozápadně od vsi Vrbička v jejím katastrálním území. Od hájovny Ořkov na silnici mezi Novou Vsí a Valčí vede lesní cesta k jihovýchodu. Zřícenina se nachází nad rybníkem vpravo od cesty. K rybníku vede cesta také od ovčínu Hlína.

## Galerie

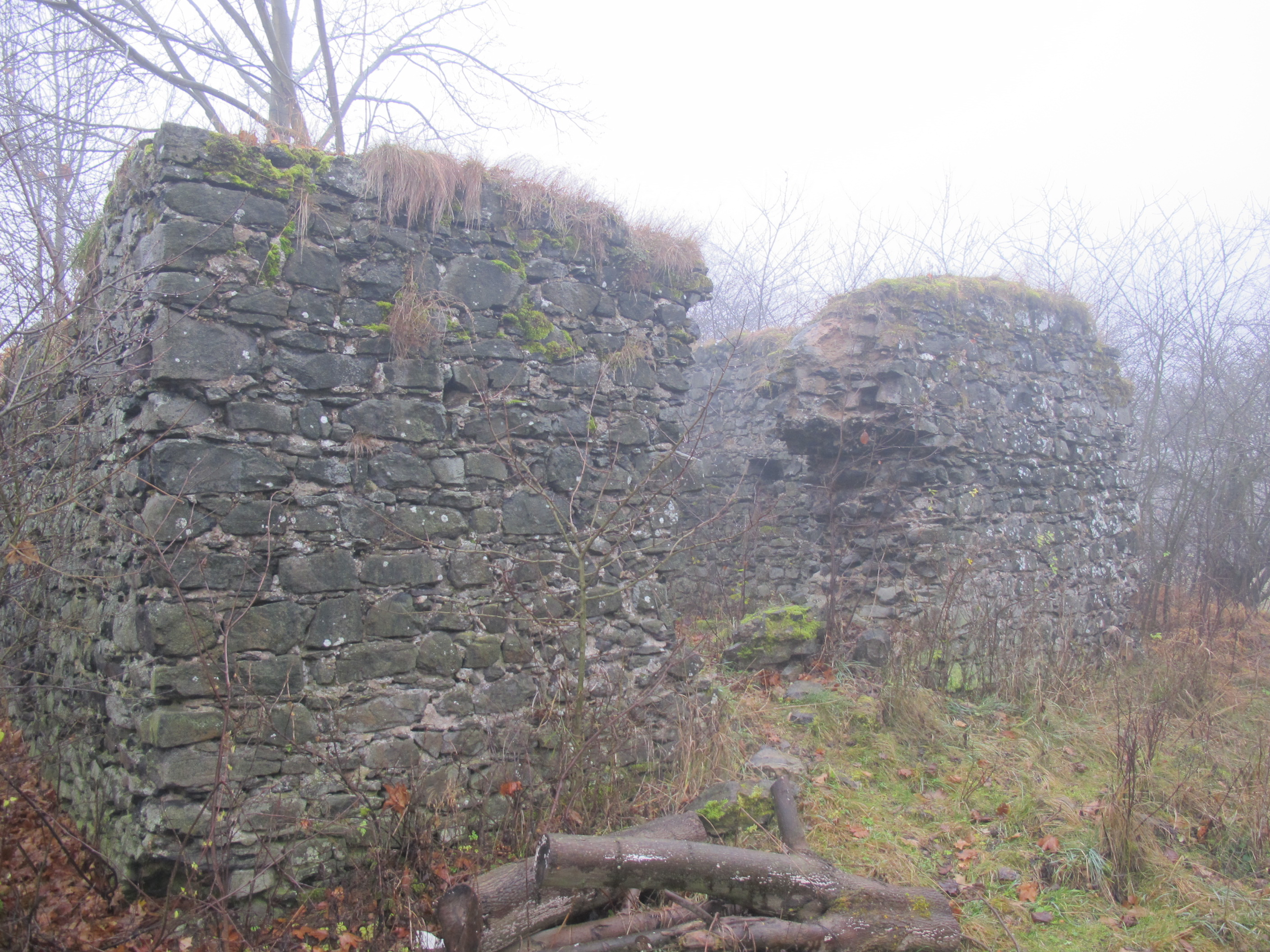
Severní strana s vchodem
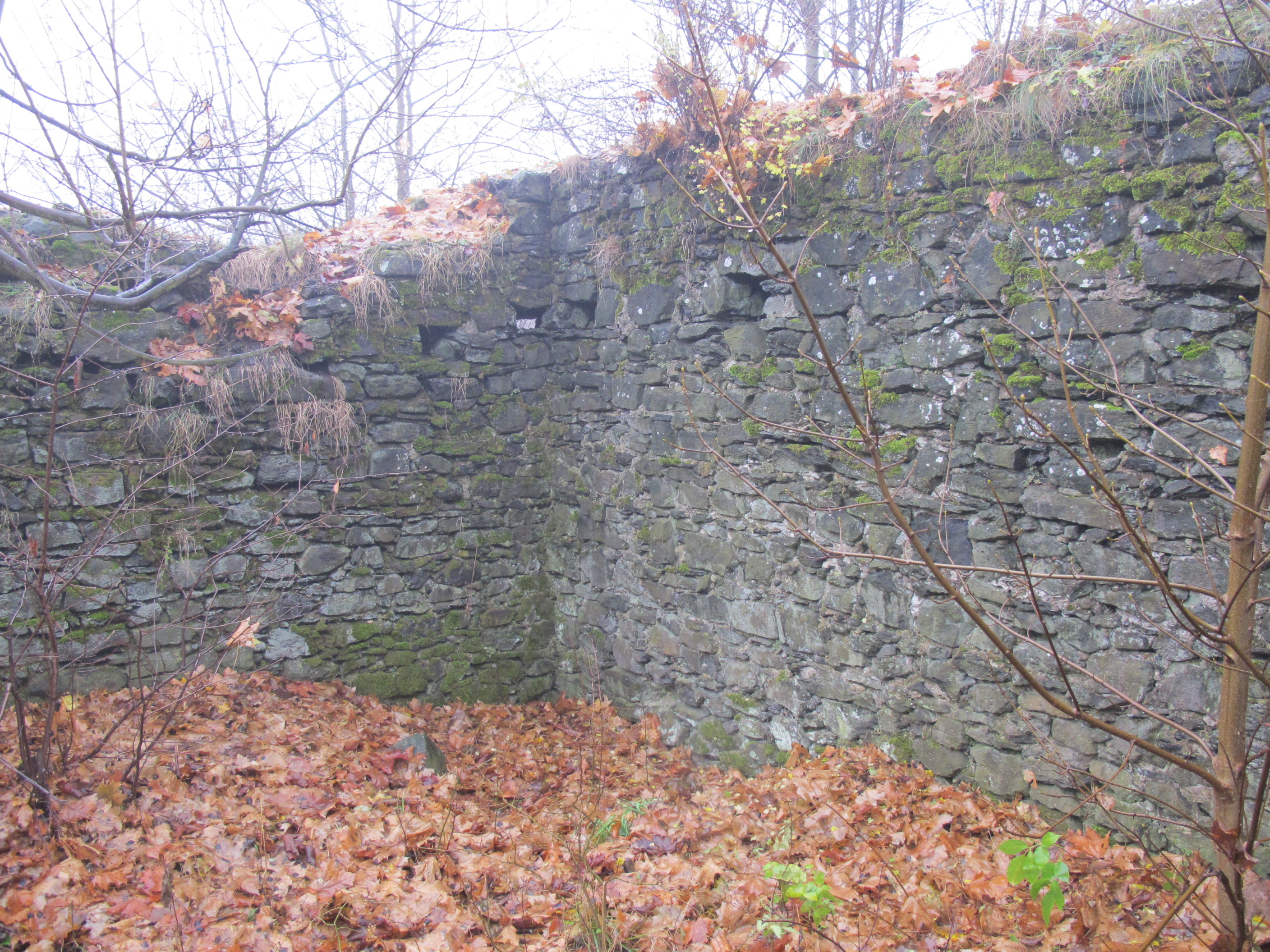
Vnitřek objektu
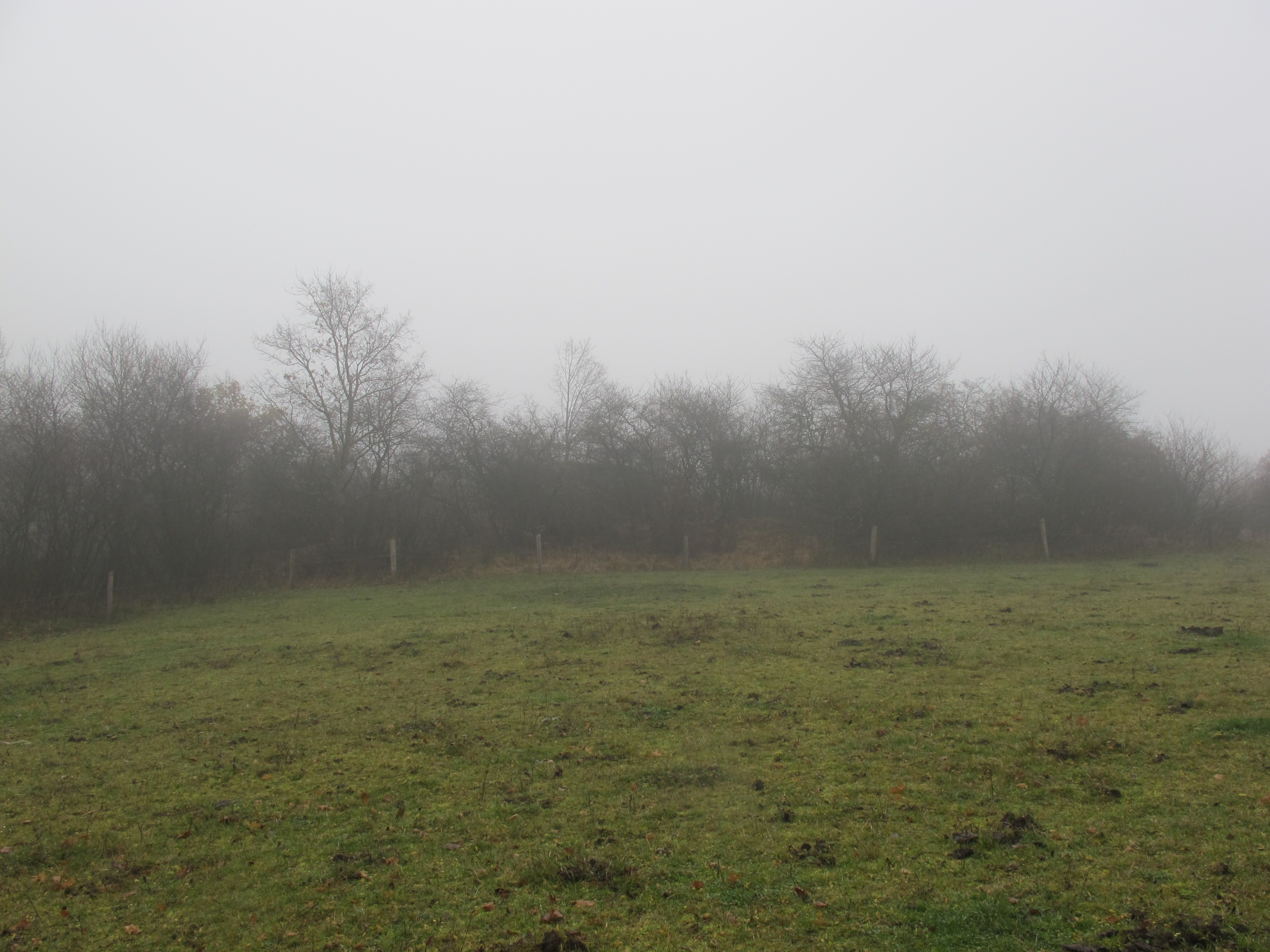
Pahorek Liny od východu